# Mehdi Cerbah
Mehdi Cerbah (Argel, Argelia francesa, 3 de abril de 1953-29 de octubre de 2021) fue un futbolista de Argelia que jugó en la posición de guardameta.

## Carrera

### Club
| Periodo   | Club           |
| --------- | -------------- |
| 1970-1972 | USM Alger      |
| 1972-1980 | JE Tizi Ouzou  |
| 1980-1982 | RS Kouba       |
| 1983      | Montreal Manic |
| 1983–1986 | RS Kouba       |

### Selección nacional
Jugó para Argelia en 57 ocasiones de 1975 a 1986, participó en la Copa Mundial de Fútbol de 1982, cuatro ediciones de la Copa Africana de Naciones, dos ediciones de los Juegos Mediterráneos y los Juegos Panafricanos de 1978.

## Muerte
Mehdi Cerbah murió el 29 de octubre de 2021 a los 68 años a causa de una enfermedad en su lengua.

## Logros

### Club
- Campeonato Nacional de Argelia (5): 1973, 1974, 1977, 1980, 1981
- Copa de Argelia (1): 1977

### Selección nacional
- Juegos Mediterráneos (1): 1975
- Juegos Panafricanos (1): 1978

### Individual
- Mejor guardameta de Argelia del siglo XX.
- Mejor jugador defensivo de la NASL en 1983.